# Silent Knight
Albums de Saga
Images At Twilight
(1979) World's Apart
(1981)
Singles
1. Don't Be Late
Sortie : 1980
2. Careful Where You Step
Sortie : 1980
3. What's It Gonna Be
Sortie : 1980

Silent Knight est le troisième album studio du groupe de rock progressif canadien Saga. Il est paru en août 1980 sur le label Maze Records au Canada, Polydor en Europe et a été produit par Paul A. Gross. 

## Historique
De retour de sa tournée européenne, les musiciens se retrouvent aux studios Phase One de Toronto pour enregistrer leur troisième album. Un nouveau musicien vient compléter le groupe, Jim Gilmour (claviers) remplace Gregg Chadd.
On y trouve deux chapitres consacrés à la vie du jeune Albert Einstein, Don't Be Late (chapitre 2) et (You've Got)Too Much Too Lose (chapitre 7). Le monument sur le devant de la pochette est largement inspiré de la Tour Einstein, le télescope solaire situé à Potsdam en Allemagne.
L'album sera certifié disque d'or au Canada. Les titres Don't Be Late et Careful Where You Step sortiront en single et seront repris dans l'album In Transit - Live en 1982.
L'album sera certifié disque d'or au Canada où il se classa à la 42e place des charts.

## Liste des titres
Face 1
| No | Titre                       | Auteur                                                   | Durée |
| -- | --------------------------- | -------------------------------------------------------- | ----- |
| 1. | Don't Be Late (Chapter Two) | Michael Sadler, Ian Crichton, Jim Crichton               | 6:02  |
| 2. | What's It Gonna Be ?        | Sadler, I.Crichton, J.Crichton, Jim Gilmour, Steve Negus | 4:27  |
| 3. | Time To Go                  | Sadler, J. Crichton                                      | 4:20  |
| 4. | Compromise                  | Sadler, I.Crichton, J.Crichton, Gilmour, Negus           | 3:20  |

Face 2
| No | Titre                                         | Auteur                       | Durée |
| -- | --------------------------------------------- | ---------------------------- | ----- |
| 5. | (You've Got)Too Much To Loose (Chapter Seven) | Sadler, J.Crichton, Gilmour  | 4:38  |
| 6. | Help Me Out                                   | Sadler, J.Crichton, Negus    | 5:50  |
| 7. | Someone Should                                | Sadler, J. Crichton, Gilmour | 4:06  |
| 8. | Careful Where You Step                        | Sadler, J. Crichton          | 4:21  |

## Musiciens
- Michael Sadler: chant, claviers, basse
- Ian Crichton: guitare électrique et acoustique
- Jim Crichton: basse, Moog bass
- Jim Gilmour: claviers, Moog, vocoder, chœurs
- Steve Negus: batterie, percussion

## Charts & certification
| Pays    | Durée du classement | Meilleur classement |
| ------- | ------------------- | ------------------- |
| Canada  | -                   | 42e                 |
| Norvège | 7 semaines          | 15e                 |
| Suède   | 1 semaine           | 42e                 |

| Pays   | Certification | Ventes   | Date       |
| ------ | ------------- | -------- | ---------- |
| Canada | Or            | 50 000 + | 01/05/1983 |